# 里吉山
里吉山（Rigi，瑞吉山）是瑞士中部的一座山峰，属于阿尔卑斯山脉前麓，最高点海拔1797.5米。人们一度认为该山名称可能源于拉丁语Regina，因此称为“山中皇后”。里吉山与卢塞恩、楚格分别隔四森林州湖和楚格湖相望，是附近居民徒步或避暑的胜地。
里吉山北侧为平坦的中部高地，南侧是连绵的阿尔卑斯山脉，自18世纪起成为欧洲著名的观光景点，歌德、威廉·透纳、维多利亚女王、马克·吐温、巴伐利亚国王路德维希二世、朱自清等各界名人陆续来访。1871年，里吉山按照里根巴赫的设计建成了欧洲最早的齿轮轨道火车。1873年至山顶全线通车，时在欧洲访问的岩仓使节团出席通车仪式。里吉山旅游业在一战前发展至顶峰，其后逐渐衰落。
今日，该山的旅游交通依然便利，齿轨的“里吉山铁路”可以在维茨瑙或戈尔道（Goldau）乘坐，也可从韦吉斯乘坐韦吉斯-里吉山缆车。 